# Ostřice Otrubova
Ostřice Otrubova (Carex otrubae, syn. Carex cuprina, Carex nemorosa, Vignea otrubae), je druh jednoděložné rostliny z čeledi šáchorovité (Cyperaceae). Někdy je udávána také pod jménem tuřice Otrubova.

## Popis
Jedná se o rostlinu dosahující výšky nejčastěji 20–80 cm. Je vytrvalá a trsnatá s krátkými oddenky. Listy jsou střídavé, přisedlé, s listovými pochvami. Lodyha je křídlatě trojhranná, ale ne tak křídlatá jako u ostřice liščí, drsná, stejně dlouhá nebo delší než listy. Čepele listů jsou asi 4–9 mm široké, uprostřed žlábkovité. Pochvy dolních listů jsou nerozpadavé, nebo když se přece jen trochu rozpadají, pak jsou vlákna hnědá. U podobné ostřice liščí se pochvy rozpadají výrazněji na černá vlákna. Na bázi listové čepele je jazýček, který je 10–17 mm dlouhý a výrazně ve špici protažený. Je to jeden z nejdůležitějších rozpoznávacích znaků od ostřice liščí, která má jazýček asi 2–6 mm dlouhý, tupý až uťatý. Ostřice Otrubova patří mezi stejnoklasé ostřice, všechny klásky vypadají víceméně stejně a obsahují samčí a samičí květy. V dolní části klásku jsou samičí květy, v horní samčí. Klásky jsou uspořádány do cca 3–7 cm dlouhého lichoklasu (klasu klásků), který obsahuje cca 5–10 klásků. Na bázi klásků jsou listeny, které jsou často delší než příslušný klásek. Okvětí chybí. V samčích květech jsou zpravidla 3 tyčinky. Čnělky jsou většinou 2. Plodem je mošnička, která je zelenavá až měděně hnědá, kopinatá, bez papil, hladká a lesklá, cca 5–6 mm dlouhá, na břišní straně výrazněji žilkovaná, na vrcholu zakončená nekřídlatým nevýrazně zubatým zobánkem. Každá mošnička je podepřená plevou, která je špičatá až slabě osinatá, bledě zelená. Kvete nejčastěji v květnu až v červnu. Počet chromozómů: 2n=58 nebo 60.

## Rozšíření
Ostřice Otrubova roste na vhodných místech v Evropě, na východ zasahuje až do Íránu a do střední Asie.

## Rozšíření v Česku
V ČR se vyskytuje celkem vzácně v nížinách a pahorkatinách. Častější je v Polabí, ve východních Čechách a na jihovýchodní Moravě.

## Příbuzné druhy
V ČR roste ještě příbuzný a na první pohled značně podobný druh ostřice liščí. Na většině území je ostřice Otrubova vzácnější než ostřice liščí, ale např. v Bílých Karpatech je celkem běžná, zatímco ostřice liščí je tam vzácná.

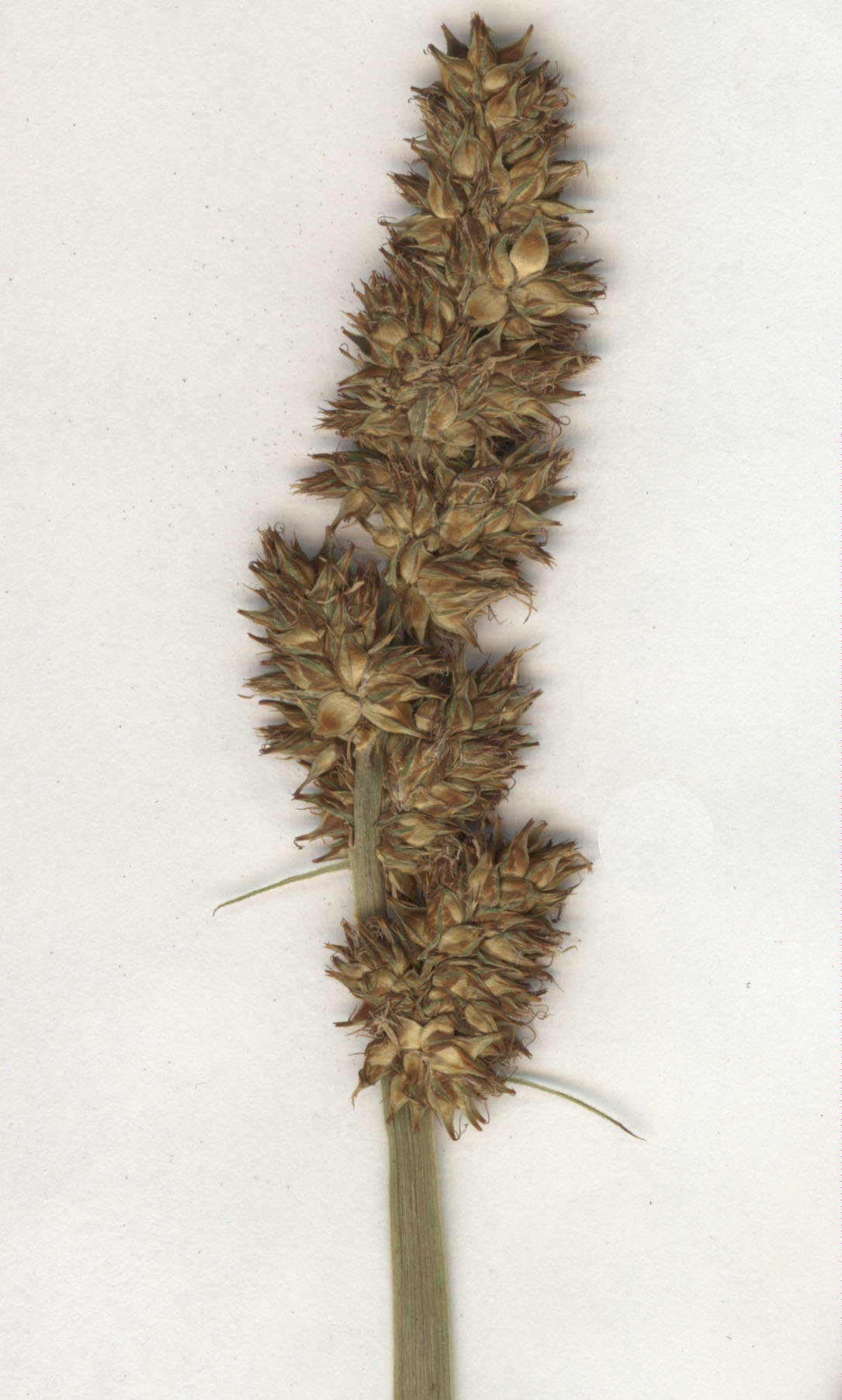
Plodenství
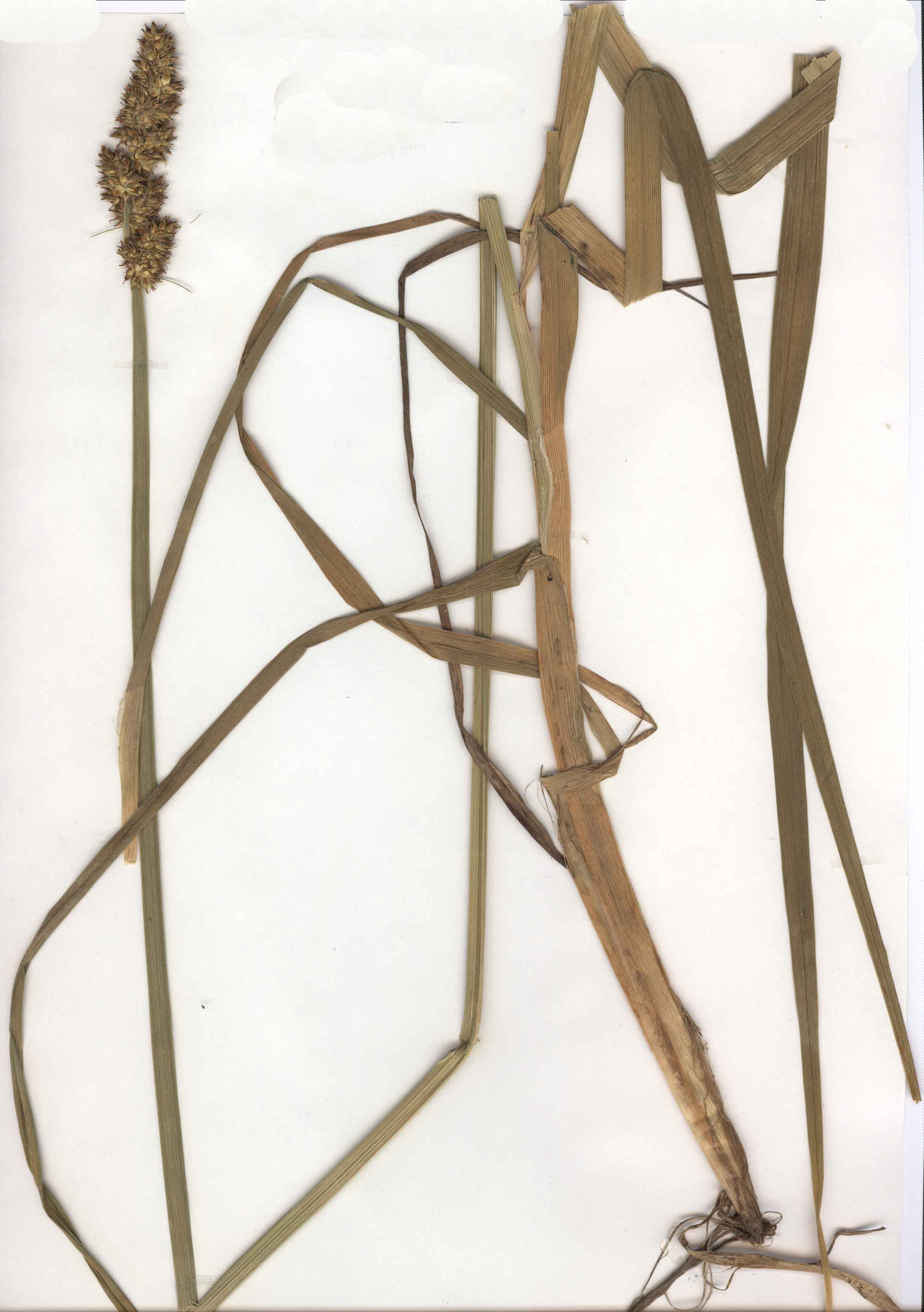
Herbářová položka
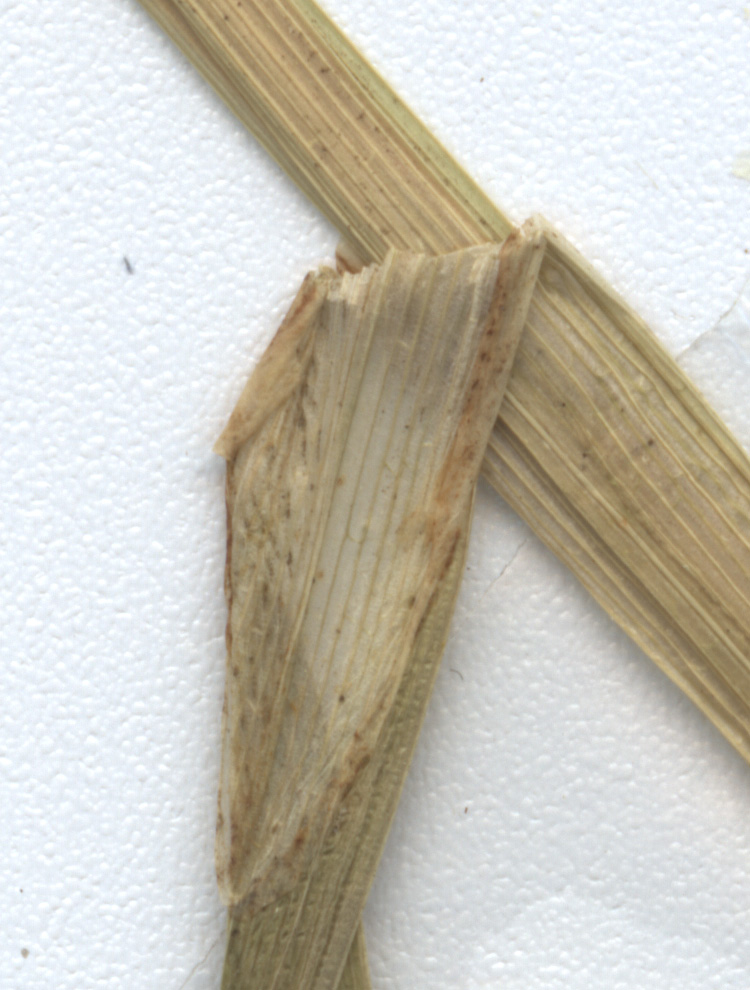
Jazýček